# Configuração por impulsão

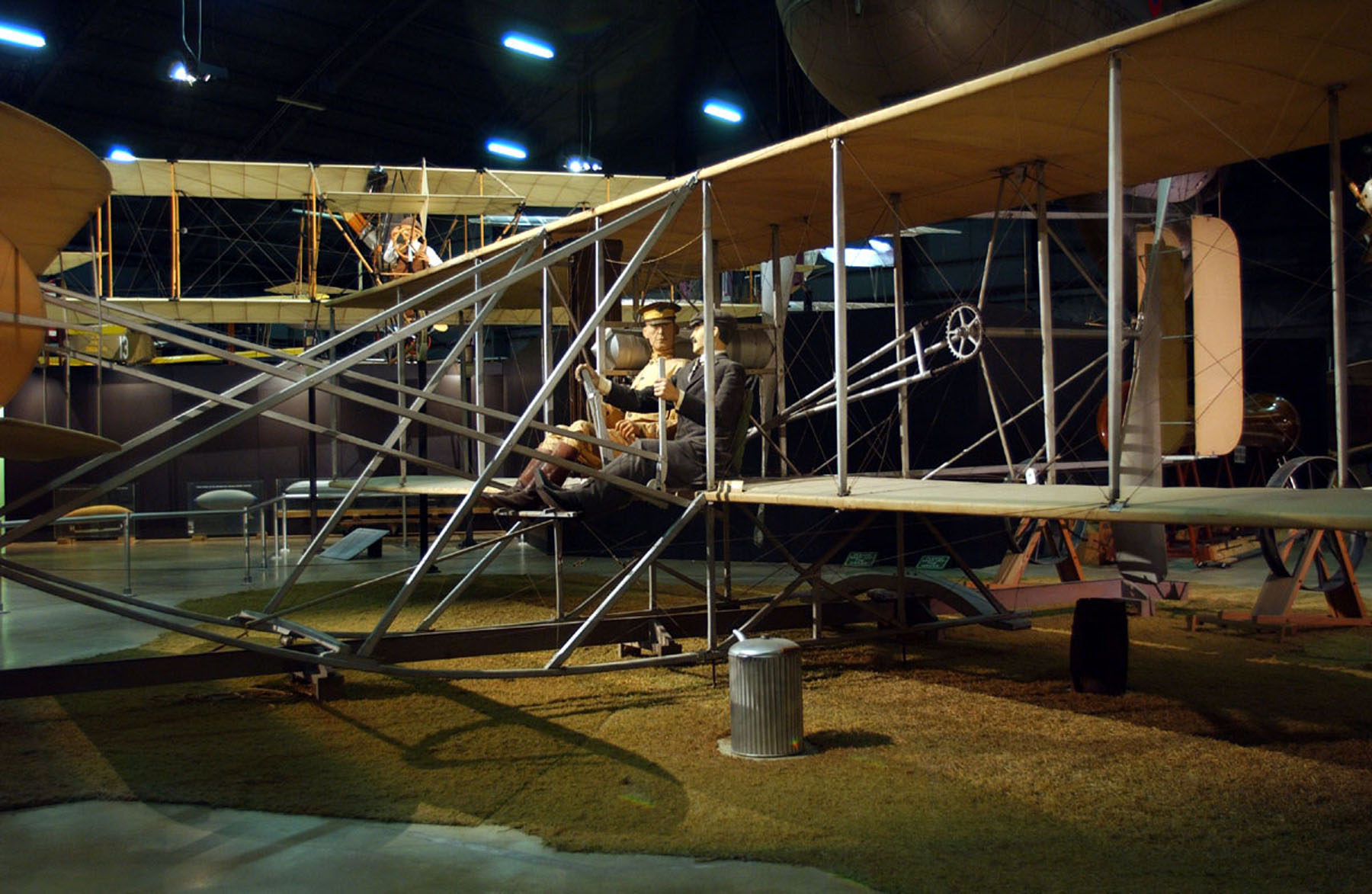
O Wright Model A, um bom exemplo de avião construído na configuração por impulsão.

Uma aeronave construída em configuração por impulsão, tem o motor montado com a hélice na sua parte traseira, de modo que ela seja "empurrada", ou "impulsionada" pelo ar. 

## Uso inicial do termo
Desde 1910, nos primeiros anos da aviação motorizada, foi estabelecida uma distinção entre uma hélice localizada na traseira que "empurra" a aeronave, e uma hélice localizada na frente que "puxa" a aeronave.
De acordo com o autor britânico de aviação Bill Gunston, uma "hélice impulsora" é aquela montada atrás do motor, de modo que o eixo de transmissão está em compressão em operação normal.
A configuração do empurrador descreve este dispositivo de impulso específico (hélice ou ventilador de duto) anexado a uma embarcação, seja aeróstato (dirigível) ou aeródino (aeronave, WIG, paramotor, aeronave rotativa) ou outros tipos, como hovercraft, aerobarco e veículos para neve movidos a hélice.